# Aymar Aristiguieta
Aymar Aristiguieta (Valencia, Venezuela, noviembre de 1983) es una modelo y reina de belleza venezolana. Aymar nació en Valencia y creció en Barquisimeto. Aristiguieta representadó al estado Lara en Miss Venezuela 2006.